# Iustitia
Iustitia (erasmida átírással Justicia) az igazság, az igazságszolgáltatás és az erkölcsi erő istennője a római mitológiában.

## Istennő
Iustitia az igazságot megszemélyesítő római istennő, a görög Diké, illetve Themisz istennők megfelelője. Rómában Iustitia megjelenítése papjaival egyetemben nem örvendett túl nagy népszerűségnek a köztársaság korában, jobban kedvelték a vele sok hasonlatosságot mutató Aequitas istennőt, a jogegyenlőség, méltányosság istennőjét, akit gyakran jelenítettek meg mérleget tartó nőalakként. Az igazság istennőjének kultusza Tiberius korában alakult ki, később Aequitas attribútumait is megkapta.

## Funkciói
Az igazság megszemélyesítője, aki egyensúlyban tartja az igazságosságot, a korrektséget.
- Egyházjogban – az eskünek az a kelléke, mely szerint érvényesen esküt csak igazságos ügyről lehet tenni.
- Polgári jogban – az igazságszolgáltatás egyensúlyát (bűnösök bűnhődjenek), igazságosságát fejezi ki.

## Ábrázolása
Az ókori érmeken Tiberius római császár korától fiatal nő alakjában ábrázolták, aki egyik kezében csészét, a másikban jogart tart. Az ókorban kivételes esetben jelenítették meg bőségszaruval és mérleggel. Gyakran bekötött szemű, kardot (pallost) és mérleget tartó ábrázolások (festmény, szobor) későbbiek. Ábrázolásait gyakran törvényszékek, bírósági épületek előtt, aulákban, termekben helyezték el, helyezik el.

### Kard
Az ábrázolásokban a kard (pallos) a bűnös megbüntetésének (a bűnösre lesújtani kész kard) jelképe. 

### Mérleg
A mérleg a mérés, mérlegelés, bíráskodás, megítélés, kiegyensúlyozás, a kiegyensúlyozottság, az igazságosság, az okos belátás jelképe. Az égi és a földi, az isteni és a túlvilági igazságszolgáltatás szimbóluma.

### Szemkötő
A 15. század óta Justitiát gyakran ábrázolták szemkötővel. A szemkötő tárgyilagosságot képvisel, ítéletét ne befolyásolja hatalom, pénz vagy gyengeség, az igazságban a pártatlanság érvényesüljön. Ám ez nem azt jelenti, hogy az istennő vak.

### Kígyó
Nem minden ábrázolásban tüntetik fel. A kígyó a jogban az óvatosságra, a bölcsességre valamint az igazságra utal. Ugyanakkor egyes ábrázolásokban Iustitia lábbal tapossa el a kígyót, ez pedig a bűntől (bibliai kígyóhoz kapcsolt eredendő bűntől) való elhatárolódás jele.